# Mallos nigrescens
Mallos nigrescens är en spindelart som först beskrevs av Lodovico di Caporiacco 1955.  Mallos nigrescens ingår i släktet Mallos och familjen kardarspindlar.
Artens utbredningsområde är Venezuela. Inga underarter finns listade i Catalogue of Life.